# لی می-سوک
لی می-سوک (انگلیسی: Lee Mi-sook؛ زادهٔ ۲ آوریل ۱۹۶۰) بازیگر، و بازیگر سینما اهل کره جنوبی است. وی از سال ۱۹۷۹ میلادی تاکنون مشغول فعالیت بوده‌است.
از فیلم‌ها یا برنامه‌های تلویزیونی که وی در آن نقش داشته‌است می‌توان به قاتل مادرزاد، ناخواهری سیندرلا، هنرپیشه‌های زن و گل پول اشاره کرد.

## مجموعه تلویزیونی
| سال  | نام مجموعه               | کارگردان     | نقش               | توضیحات           |
| ---- | ------------------------ | ------------ | ----------------- | ----------------- |
| ۱۹۸۱ | زنان تاریخ: جانگ هی‌بین   |              | بانو جانگ هی‌بین   | ۶۰ قسمت شبکه MBC  |
| ۱۹۸۲ | زنان تاریخ: هوانگ جین یی |              | بانو هوانگ جین‌ یی | ۳۲ قسمت شبکه MBC  |
| ۱۹۸۴ | درخت زردآلو در میان برف  | لی بیونگ هون | بانو جانگ نوک‌سو   | ۱۰۵ قسمت شبکه MBC |
| ۱۹۸۵ | ارکیده باد               | لی بیونگ هون | بانو جانگ نوک‌سو   | ۵۸ قسمت شبکه MBC  |
| ۲۰۰۹ | جامیونگ گو               | لی مونگوو    | بانو وانگ جاشیل   | ۳۹ قسمت شبکه SBS  |